# Sexagesimale enheder
Sexagesiale enheder anvendes i positionsastronomi som enheder for koordinater for himmellegemer. De bygger på det babyloniske trestalssystem, som kendes fra døgnets inddeling i minutter og sekunder. Man anvender både gradmål og tidsmål :
- Gradmål med enhederne grader (°), bueminutter (′) og buesekunder (″). Gradmål vokser fra 0° til 360°. Der gælder at 1° = 60′, 1′ = 60″, dvs. 1° = 3600″.
- Tidsmål med enhederne timer (h), (tids-)minutter (m) og (tids-)sekunder (s). Tidsmål vokser fra 0h til 24h. Der gælder at 1h = 60m, 1m = 60s, dvs. 1h = 3600s.

Gradmål benyttes i alle astronomiske koordinatsystemer, medens tidsmål kun anvendes i ækvatorsystemet ved koordinaten rektascension. Grunden til at anvende tidsmål til angivelse af en vinkel er rent praktisk: Hvis en astronom ser en stjerne med rektascensionen 2h kulminere i syd på et bestemt tidspunkt, så vil en stjerne med en rektascension på 5h kulminere 3h senere.

## Omregning fra tids- til gradmål
Ifølge ovenstående er 24h = 360°, så 1h = 15°. Ved division med 60 får man derfor følgende omregninger:
| 1h = 15° |  | 1m = 15′ |  | 1s = 15″ |
Eksempel
Omregn 12h 34m 56.789s til gradmål.
| 12h 34m 56.789s | = | 180° + 510′ + 851.835″              |
|                 | = | 180° + (8° + 30′) + (14′ + 11.835″) |
|                 | = | 188° 44′ 11.835″                    |

## Omregning fra grad- til tidsmål
Her kan man benytte følgende:
| 1° = 4m |  | 1′ = 4s |  | 1″ = 1s/15 |
Eksempel
Omregn 188° 44′ 11.835″ til tidsmål.
| 188° 44′ 11.835″ | = | 752m + 176s + 0.789s              |
|                  | = | (12h + 32m) + (2m + 56s) + 0.789s |
|                  | = | 12h 34m 56.789s                   |

## Etymologi
Sexagesimus (latin): tresindstyvende (jfr. "sexagenarius": "tresårig").
Minut: Afledt af den middelalderlige latinske betegnelse "pars  minuta  prima", "den første  mindre  del", underforstået "af en time".
Sekund: Afledt af den middelalderlige latinske betegnelse "pars minuta  secunda ", "den  anden  mindre del", underforstået "af en time".